# Макихара, Хидэки
Хидэки Макихара (яп. 牧原 秀樹; род. 4 июня 1971, Токио) — японский политический и государственный деятель, министр юстиции (2024).

## Биография
Родился 4 июня 1971 года в Токио, Япония.
В марте 1995 года окончил юридический факультет Токийского университета, после чего начал зарубежную карьеру юриста, участвуя в судебных разбирательствах по вопросам прав интеллектуальной собственности, принудительного труда и ценных бумаг для японских компаний в США. Кроме того, ещё в годы обучения в университете Мскихара Сдал экзамен на адвоката, а в апреле 1997 года стал работать в юридической фирме «Asahi».
В 2000 году поступил на кафедру международного права юридического факультета Джорджтаунского университета, получив в мае 2001 года степень магистра права. В сентябре того же года перешёл в другую юридическую фирму «Hogan & Hartson LLP». В сентябре 2002 года он был принят в коллегию адвокатов в Нью-Йорка.
На парламентских выборах в сентябре 2005 года он был впервые избран в Палату представителей Японии от «Либерально-демократической партии». На выборах в августе 2009 года он предпринял попытку переизбрания, однако, потерпел поражение по результатам голосования. На парламентских выборах 2012 года ему всё-таки удалось переизбраться в Палату представителей, где он стал членом Комитета по вопросам экономики, торговли и промышленности.
1 октября 2024 года Макихара получил портфель министра юстиции в первом кабинете Сигэру Исибы, однако, по результатам парламентских выборов он потерял своё место в Палате представителей, что не позволило ему сохранить свой пост во втором правительстве Исибы.